# ISO 6357

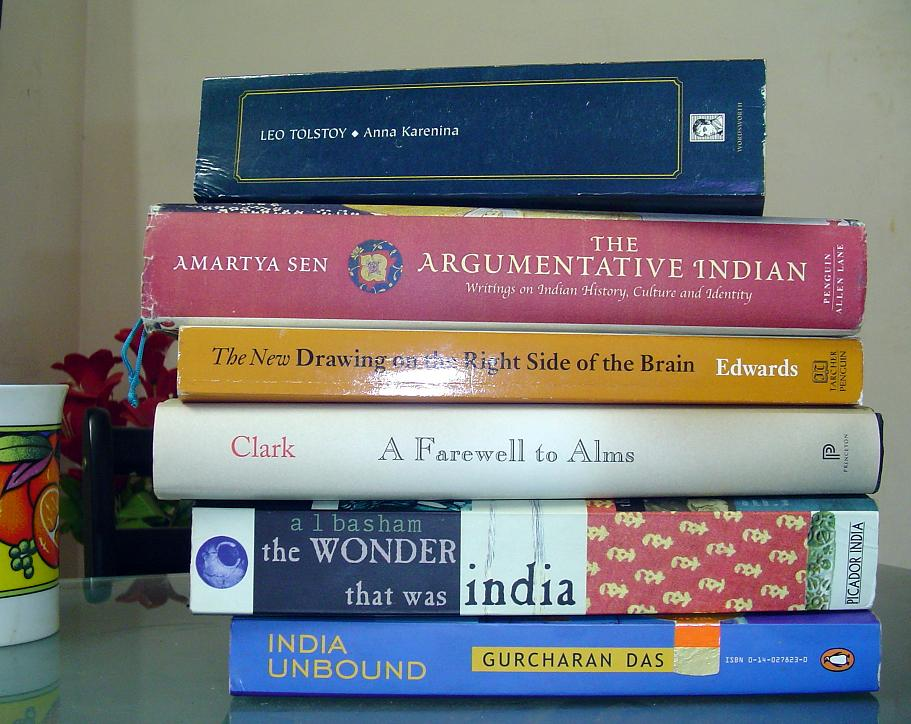
Bücher in englischer Sprache mit Titeln in absteigender Reihenfolge gemäß ISO 6357

ISO 6357: 1985 (Documentation – Spine titles on books and other publications, "Dokumentation – Titel auf der Rückseite von Büchern und anderen Veröffentlichungen") ist eine Norm der Internationalen Organisation für Normung, die Normen für die Titel von Büchern auf dem Buchrücken für Publikationen festlegt, die in lateinischen Buchstaben, griechischen Buchstaben oder Kyrillisch gedruckt sind.

## Inhaltsstandards
Die Norm verlangt, dass der Titel auf dem Buchrücken und auf dem Umschlag, falls vorhanden, dem auf der Titelseite entspricht, ohne dass Änderungen oder Ergänzungen vorgenommen werden. Wenn möglich, sollte auch der Name des Autors / der Autoren angegeben werden. Bei ausreichendem Platz kann auch der Name des Herausgebers oder eine andere Information angegeben werden. Bei gebundenen Zeitschriften sollten der Name der Zeitschrift (gegebenenfalls abgekürzt), die Bandnummer und das Erscheinungsjahr auf dem Rücken erscheinen. Bei Büchern, die Teil einer Reihe sind, sollte der Titel des Bandes auf dem Rücken erscheinen. Der Serienname und die Datenträgernummer in der Serie können hinzugefügt werden, wenn genügend Platz vorhanden ist. Bei Bänden ohne Eigennamen, die Bestandteil von mehrbändigen Veröffentlichungen sind, sollte die Bandbezeichnung zusammen mit dem Namen dieser mehrbändigen Veröffentlichung auf dem Rücken angegeben werden. Der Buchrücken sollte typografisch so verarbeitet sein, dass die Informationen leicht zu lesen sind, so dass Bücher und andere Veröffentlichungen in Regalen und auf Stapeln leicht identifiziert werden können.
Am unteren Ende des Rückens sollte ein Abschnitt von mindestens 30 mm Höhe ohne wichtige Informationen vorhanden sein, der Daten vorbehalten ist, die Bibliotheken und ähnliche Einrichtungen dem Buch hinzufügen.

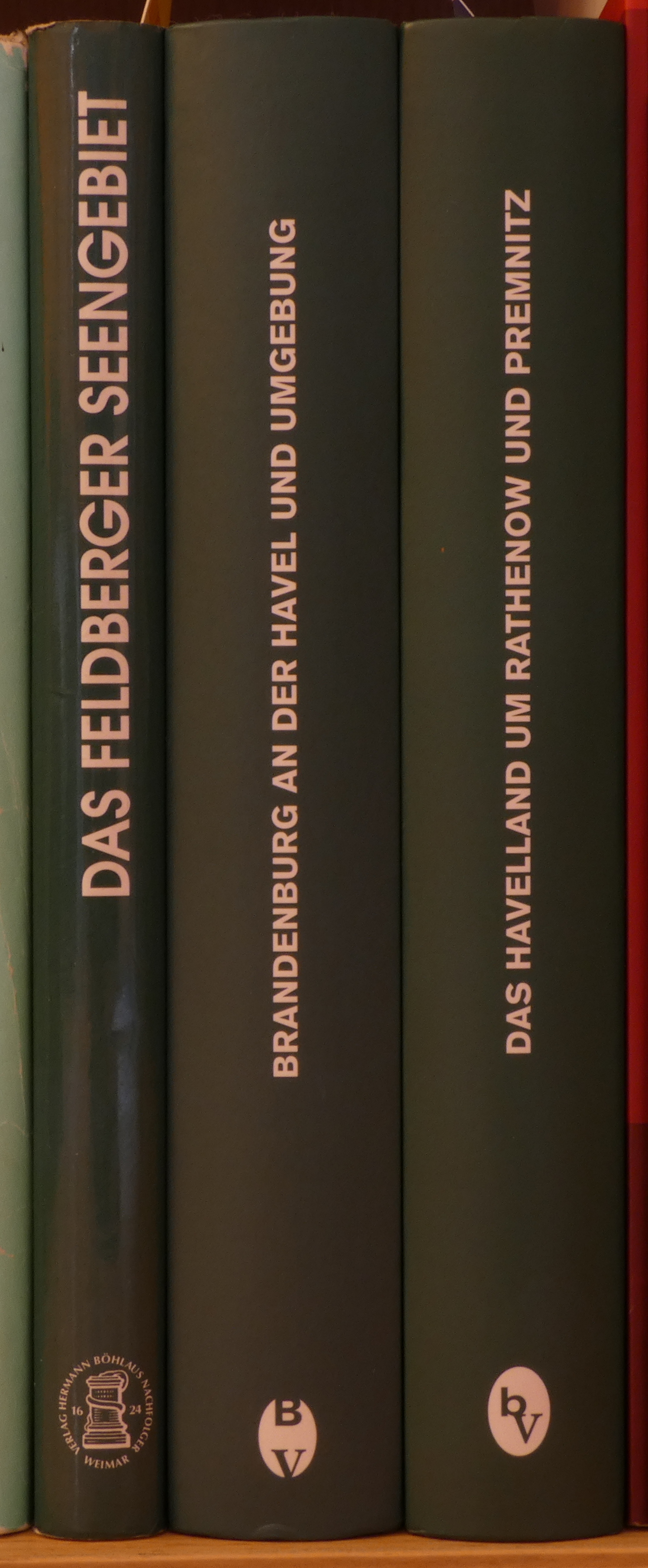
Deutsche Bücher mit Titeln in aufsteigender Reihenfolge

Gemäß ISO 6357 sollte der Titel idealerweise quer auf dem Buchrücken erscheinen, d. H. so dass es beim Lesen des Buches horizontal gelesen wird. Ist dies nicht möglich, gibt die Norm die Darstellung des Titels in absteigender Reihenfolge an, d. H. von oben nach unten. Wenn das Buch flach mit der Titelseite nach oben gelegt wird, kann der Titel horizontal von links nach rechts auf dem Buchrücken gelesen werden. Bei aufsteigender Notation des Titels von unten nach oben dagegen, kann das Buch im Bücherregal durch Neigen des Kopfes nach links gelesen werden. Letzteres wird in der ISO 6357 ausdrücklich als Nicht-Standard bezeichnet.
Bei sehr dünnen Büchern oder wenn der Titel aus einem anderen Grund nicht auf dem Buchrücken angegeben werden kann, kann der Titel nach dem Standard am Rand des Buches am Buchrücken platziert werden, idealerweise auf der Vorderseite des Buches, aber der Titel ist auch auf der Rückseite zulässig.

## Konflikt mit Praktiken in einigen Ländern
Die Verpflichtung, Titel von Kopf bis Fuß anzuzeigen, entspricht den Gepflogenheiten der Vereinigten Staaten, des Vereinigten Königreichs und anderer Commonwealth-Länder, Skandinaviens und der Niederlande. In den meisten Ländern Kontinentaleuropas und Lateinamerika ist es jedoch üblich, die Titel auf der Buchrückseite in aufsteigender Reihenfolge zu drucken. Dadurch können die Titel alphabetisch geordneter Bücher in einem Bücherstapel von oben nach unten und in einem Bücherregal mit nach links geneigtem Kopf von links nach rechts nacheinander gelesen werden.
Aus diesem Grund wird diese Norm in diesen Ländern praktisch nicht verwendet und ist nicht in nationale Normen aufgenommen.